# 特殊法人等改革基本法
特殊法人等改革基本法（とくしゅほうじんとうかいかくきほんほう、平成13年6月21日法律第58号）は、特殊法人等に関する法律で、特殊法人等の根拠法に対する特別法である。
中央省庁等改革の趣旨を踏まえ、特殊法人等の改革に関し、基本理念を定め、国の責務を明らかにし、および特殊法人等整理合理化計画の策定について定めるとともに、特殊法人等改革推進本部を設置することにより、集中改革期間（2001年（平成13年）6月22日の施行から2006年（平成18年）3月31日までの期間）における特殊法人等の集中的かつ抜本的な改革を推進することを目的とする。
集中改革期間に合わせた5年間の時限立法で、附則2項の規定により2006年（平成18年）3月31日付で本法律は失効。その後同年6月には所管していた行政改革推進本部も廃止となった。

## 主務官庁
- 内閣官房行政改革推進事務局特殊法人等改革推進室

## 構成
- 第一章 総則（第1条 - 第4条）
- 第二章 特殊法人等整理合理化計画（第5条・第6条）
- 第三章 特殊法人等改革推進本部（第7条 - 第16条）
- 附則